# Радченко, Николай Иванович (юрист)
Николай Иванович Радченко (укр. Микола Іванович Радченко; 1 (13) декабря 1867, Конотоп, (ныне Сумской области Украины) — 10 сентября 1922, Киев) — украинский юрист, общественный и государственный деятель.

## Биография
Служил секретарём Киевской судебной палаты, позже помощником секретаря, помощником старшего нотариуса, старшим нотариусом Киевского окружного суда. В 1907—1917 годах — член Киевского окружного суда. Входил в состав Киевского юридического общества.
После Февральской революции был одним из учредителей и членом президиума Украинского юридического общества в Киеве. В июне 1917 года принимал участие в Съезде украинских юристов, был избран в состав Краевого судебного комитета, учреждённого с целью поддержки связей между Украинской Центральной радой и местными судебными учреждениями. С ноября 1917 года — председатель Киевской и член Главной комиссии по делам выборов в Украинское учредительное собрание. 15 января 1918 года был избран судьёй Генерального суда УНР.
Во время существования Украинской Державы в 1918 году продолжал работать в Генеральном суде, а с июля 1918 года — в Государственном Сенате Украинской Державы. Входил в состав созданной в декабре 1918 г. юридической секции Украинского научного общества.
В январе 1919 г. правительством Директории УНР был назначен управляющим Высшего суда УНР. С февраля 1918 г. после восстановления в Киеве советской власти сосредоточился на научной работе, вошёл в состав Юридическо-терминологической комиссии ВУАН, возглавляемой А. И. Левицким; 28 апреля 1919 г. был избран заместителем председателя этой Комиссии.
После того, как Комиссия была передана в подчинение Научному институту украинского языка УАН (ВУАН) стал руководителем правовой секции этого института. Под руководством Н. Радченко были собраны основные материалы для известного «Російсько-українського словника правничої мови» («Русско-украинского словаря юридического языка» опубл. 1926).